# Лесковец (област Монтана)
Вижте пояснителната страница за други значения на Лесковец.
Леско̀вец е село в Северозападна България. То се намира в община Берковица, област Монтана.
В периода след Деветоюнския преврат в граничното село на 19 юли 1924 са заловени от полицейски власти задграничните издания на вестниците „Земледелско знаме" и „Студенско знаме", издавани в Берлин и Прага. Пратките са адресирани поименно до известни лица в земеделската организация БЗНС, което довежда до арести.